# Símbolos de la Universidad de Antioquia
Los símbolos de la Universidad de Antioquia forman parte de la imagen institucional, por lo cual siempre están presentes en la vida universitaria, en eventos (deportivos, culturales, académicos, etc.) en los que la universidad este presente y en todo material producido por la institución.

## Escudo
En 1922 el Rector de la época el señor Emilio Robledo le encomendó al arquitecto Horacio Rodríguez un dibujo sobre lo que debiera ser el escudo universitario y su simbología. Se evaluaron tres diseños, de los cuales se eligió el que actualmente es el escudo de la Institución.

Escudo de la U. de A.

El escudo simboliza la huella dactilar de la Universidad en la cual queda plasmada la expresión de una Institución que se proyecta con ímpetu gracias a su costumbre histórica y a las raíces que sostienen su identidad, afianzada en la naturaleza cambiante del presente donde también se acude a los referentes de épocas anteriores, válidos por el legado de hombres y de mujeres visionarios que aportaron a la consolidación del proyecto de universidad pública. 
El escudo es de forma ovalada. En la parte superior, centrada, un ancla con su respectiva cadena. Sobre éstas, una faja horizontal blanca con la palabra Medellín en verde, ciudad donde nació la Institución. De los extremos de la faja central penden dos blandones encendidos. El ancla indica que la Universidad representa toda, una noble tradición, sin que se afiance en el pasado, pues apunta insistentemente hacia el futuro. 
El ancla representa también el puerto como lugar seguro, y lo asocia con el conocimiento como medio para alcanzar nuevos y mejores horizontes. Y los blandones encendidos simbolizan la ciencia que expande este foco de inagotable luz. 
El borde o marco cumple una función estrictamente ornamental, que se implementó en la década de los años 20, y hace relación al esplendor y a la magnitud de la naturaleza. 
La incorporación de la fecha de fundación busca marcar una pauta en la memoria visual para dar cuenta de una época y de un pasado que hunden sus raíces en los inicios mismos de la República de Colombia. Igualmente, se maneja una versión con el nombre de la Universidad ubicado en la parte inferior justo después de la fecha.

## Bandera
La bandera oficial de la Universidad de Antioquia -U. de A.- es la misma que usa el Departamento de Antioquia. Muchos suponen que la U. de A. por ser la Universidad departamental por excelencia, tomó el estandarte del departamento para unificar los ideales de región. En realidad, es todo lo contrario, fue el Departamento quien tomó la bandera de la Universidad, la cual, casi desde su fundación ha tenido entre sus emblemas una bandera blanca y verde que era izada en todos sus actos oficiales. 

Bandera de la U. de A.

Cuando era necesario hacer sentir la presencia del Departamento se utilizaba la bandera de la Universidad. En 1962, por Ordenanza del Gobierno Departamental, se oficializó el uso de una bandera que debía tener dos franjas iguales en sentido horizontal, la superior blanca y la inferior verde, es decir la misma de la Universidad de Antioquia. 
Pero curiosamente, la interpretación de dichos colores es diferente. Para el Departamento el color blanco simboliza la pureza, la integridad, la obediencia, la elocuencia y el triunfo. El color verde es símbolo de las montañas de la región, de la esperanza, de la abundancia, la fe, el servicio y el respeto.
En cambio para la Universidad, el blanco representa la limpieza de costumbres con la que se debe distinguir la comunidad universitaria. El verde recuerda la esperanza, virtud permanente y horizonte de optimismo.

## Himno
La letra del himno de la Universidad de Antioquia la escribió el poeta medellinense Edgar Poe Restrepo (1919-1942) quien se graduó en derecho en la Universidad de Antioquia y fue profesor de literatura en la misma.
La música es del estadounidense Robert Lowry (1826-1899), fue un profesor de literatura americana y compositor de himnos góspel.
La adaptación la realizó el maestro José María Bravo Márquez, cuando en 1934 recién comenzaba como profesor de música, durante un acto académico en el Paraninfo se oyó por primera vez, con letra en inglés un coral de Lowry, interpretado por el orfeón antioqueño. Esa melodía fue utilizada por el profesor Bravo Márquez para servir de fondo a la letra que escribió el poeta Restrepo.
Desde entonces, los universitarios, hijos del alma mater, cantan el himno que los identifica.

## El Hombre Creador de Energía

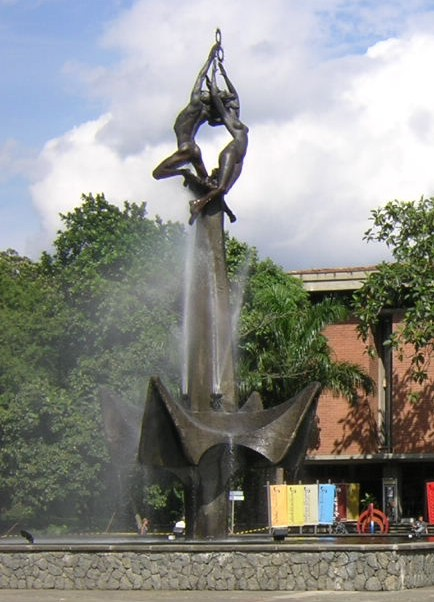
Hombre creador de energía de Rodrigo Arenas Betancur.

El Hombre Creador de Energía es la escultura más representativa de la Universidad de Antioquia, obra del maestro Rodrigo Arenas Betancur, realizada en 1968, en bronce y concreto, cuenta con 18 metros de alto y está ubicada en la Plazoleta Central de la Ciudad Universitaria. Además, es al mismo tiempo una fuente en la que el agua y la luz forman parte de la obra.
La escultura representa un hombre y una mujer en la cúspide de una flor de concreto. Sus brazos y manos, extendidos hacia arriba, indican la búsqueda del cosmos, de la luz, del conocimiento. La parte inferior se asemeja a un cactus o flor, que encierra la belleza a la vez que representa a la Universidad vista como estructura científica y humanística, en continuo movimiento. 
Es el homenaje al hombre creador de la energía, al constructor del futuro. Un homenaje-testimonio, en el corazón de la Universidad y en el corazón de Antioquia, al fruto que está en el fondo de la flor, al hombre nuevo, navegante del mañana de cara al sol y de frente a los caminos cósmicos, entre explosiones, cataclismos y tinieblas siderales. Un homenaje al hombre de ayer y de mañana, al hombre real que ayer soñó, poéticamente, como científico, con la luz y con las estrellas y que hoy camina, navega seguro y tranquilo hacia ellas, siguiendo la ruta de energía que las mueve y las construye
El hombre creador de energía es uno de los símbolos institucionales más representativos del alma mater, pues simboliza a la Universidad en sí y al espíritu de la creación humana. Es por todo esto, la Editorial Universidad de Antioquia tomo la escultura como su símbolo corporativo, por lo cual está presente en todas las publicaciones que dicha editorial realiza.
- Técnica: fundición en bronce y vaciado de cemento.
- Material: agua, luz, bronce y cemento.
- Ubicación: Ciudad Universitaria, Universidad de Antioquia, Plazoleta Central.
- Año: 1968